# گویش اردبیل
گویش اردبیلی یا لهجه اردبیلی نوعی گویش متفاوت از زبان ترکی آذربایجانی است که توسط سخنورانی از شهرهای اردبیل، گرمی، آستارا، نمین، سرعین، خلخال، مشکین شهر، کیوی و شهرهای کوچک مثل لاهرود ، اردیموسی، آلنی و هیر و همچنین روستاهای اطراف این شهرها به کار برده می‌شود.
گویشوران گویش اردبیلی بیش از یک میلیون نفر برآورد می‌شود که اکثراً در شهرستان اردبیل یا نواحی اطراف آن ساکن اند.
گویش اردبیلی در خود شهر اردبیل نیز به سه دسته تقسیم‌بندی می‌گردد که با تفاوتی جزئی از یکدیگر متمایز می‌شوند:
- لهجه محلات شش‌گانه: شامل بافت بومی مردمان شهر اردبیل می‌شود که از ایام قدیم در این شهر ساکن اند. (محلات گازران، طوی، اوچدکان، پیر عبدالملک، سرچشمه و عالی قاپو)[۵]
- لهجه شمالی: شامل بافت مهاجران اردبیل می‌شود که عمدتاً از نواحی شمالی استان به اردبیل مهاجرت کرده و در این شهر ساکن شده‌اند.[۶][۷]
- لهجه محلات اطراف: شامل بافت جمعیتی می‌شود که عمدتاً از نواحی مختلف شهرستان اردبیل به شهر مهاجرت کرده‌اند.

لهجه اردبیل عمدتاً مشابه لهجه مناطق جنوبی جمهوری آذربایجان بوده و در طی حکومت صفویان در قرون وسطی بیشترین تأثیر را بر کل لهجه‌های آذری قفقاز و آذربایجان گذاشته است.

## گروهبندی زبانی
آذربایجانی یکی از زبان‌های ترکی‌تبار و زبان اغلب مناطق آذری‌نشین ایران از جمله آذربایجان است. این زبان در کنار ترکی استانبولی و گاگائوز در زیرشاخه غربی از گروه زبان‌های اوغوز قرار می‌گیرد. ترکی خراسانی و ترکمنی زیر شاخه شرقی و زبان قشقایی زیر شاخه جنوبی زبان‌های اوغوز را تشکیل می‌دهند.

## ویژگی‌های آوایی گویش اردبیل
تلفظ برخی لغات تفاوت عمده ای با سایر لهجه‌های ترکی-آذری دارد، به عنوان مثال در گویش تبریزی برنج به صورت دوٚیوٚ düyü تلفظ می‌شود که در گویش اردبیل دوٚگی dügi است و حرف «گ» یا «ق» سهم عمده ای در تلفظ سایر واژگان ترکی در این گویش دارد. چند مثال دیگر :
گویش  تبریز - گویش اردبیل - معنی فارسی
ایرمی iyrmi -ایگیرمی igirmi - بیست
اؤرشمخ örəşməx - اؤرگشمک örgəşmək - یادگرفتن
گئتدۇخ getdux - گئتدوٚک getdük - رفتیم
یازما yazma - یازماق yazmaq - نوشتن 
چند اواک مهم در لهجه اردبیل که در رابطه با دیگر لهجه‌های ترکی و همچنین تجوید زبان عربی متفاوت می‌باشد عبارتند از:
- ج/چ (c/ç):

اندام‌های سازندهٔ این دو آواک، زبان و لثهٔ بالاست. در تلفظ این دو آواک بست در محل نوک زبان به پشت دندان‌های پائین می‌چسبد دندان‌ها روی هم قرار گرفته، نفس حبس شده، کناره‌های زبان به دیوارهٔ دندان‌های کناری بالا می‌چسبند، به طوری که امکان فرار هوا از دو طرف زبان وجود ندارد نرم کام به بالا کشیده می‌شود و راه عبور هوا از طریق بینی به وسیلهٔ حبس نفس در گلو بسته می‌شود و جلو ی زبان به سخت کام چسبیده و هوای فشرده شده در گلو آزاد شده و فشار جریان هوا هنگام عبور از گذرگاه تنگ موجب سایش آن به دندان‌ها و نوک زبان می‌گردد و حرف ج ادا می‌شود حرف چ نیز چنین ادا می‌شود منتها نفس زیاد حبس نشده و غلظت گرفتن اندام‌های مذکور در ادای چ کم است و همچنین مدت چسبیدن زبان به سخت کام، کم است.
- خ (x):

اندام‌های تولید کنندهٔ این آواک‌ها، انتهایی‌ترین قسمت عقب زبان و قسمت پایانی نرم کام هستند، عقب زبان که رو به روی زبان کوچک قرار دارد، بالا رفته و در مقابل نرم کام و در فاصلهٔ کمی از آن قرار می‌گیرد و بدین طریق مجرایی تنگ برای گذر هوا پدید می‌آید. نرم کام در موقعیت بالا قرار گرفته، راه عبور هوا تار آواها نقشی ندارند؛ بنابراین /x/ از طریق بینی بسته می‌شود. در تولید آواک مذکور واک دار است.
- ک/گ (k/g):

در تولید این آواک‌ها تیغهٔ زبان به ابتدای لثهٔ بالا چسبیده و پشت دندان‌های پیشین بالایی قرار گرفته و گذرگاه تنگی به وجود می‌آید. اطراف زبان با دو طرف دندان‌های کناری تماس می‌یابند. نرم کام در موقعیت بالا قرار گرفته، راه عبور هوا از طریق بینی بسته می‌شود. لب‌ها در موقعیت تولید آوای بعدی قرار می‌گیرند. در تولید آواک /k/ تار آواها در موقعیّت تولید واک قرار می‌گیرند؛ بنابراین آواک فوق واک دار است؛ در حالی که در تولید /g/تار اواها نقشی ندارند بنابراین /g/ یک آواک بی واک است.
نشانه «ک» در الفبای موجود، علاوه بر آواک فوق، برای نشان دادن آواک خاص نیز به کار می‌رود که در مثال‌های زیر دیده می‌شود:
1. در کلمات تانک، کمیته، کارتون و تراکتور؛ که در این‌جا به صورت /k/ می‌باشد.
2. در کلمات اینک(=گاو)، چؤره‌ک(= نان) که در این‌جا به صورت /ķ/ (ح)
3. در کلمه‌های کتیبه، کتاب؛ که در این‌جا به شکل /k/ میاشد.

در این ترجمه، اوّلی را به صورت /k/ و دوّمی را به شکل /ķ/ و سومی را به شکل /k/ می‌باشد.
- اؤ/ؤ (ö):

برای تولید این واکه قسمت پسین زبان به اندازه‌ای که برای /o/بالا می‌آید برای /ö/ نیز به همان اندازه بالا می‌آید. زبان مقدار کمی به دندان‌های پیشین فشار می‌آورد، یعنی: زبان کمی به جلو رانده می‌شود. کناره‌های زبان با کناره‌های داخلی دندان‌های بالا و پایین مماس است. لب‌ها کمی گرد شده و به بیرون خم می‌شوند. مانند: گؤز، سؤز.
- اوٚ/وٚ (ü):

برای تولید این واکه قسمت پسین زبان به طرف نرم کام بالا می‌رود و در فاصله‌ای از آن قرار می‌گیرد که جریان هوا بتواند به آزادی عبور کند؛ ولی مجرای هوا آنقدر تنگ نمی‌شود که سایش ایجاد شود. نوک و جلوی زبان آزاد است، اما در نتیجهٔ بالا رفتن قسمت عقب زبان، قسمت جلوی آن نیز به عقب کشیده می‌شود و بخش میانی حاشیه‌های زبان به لبهٔ دندان‌های آسیایی بالا می‌چسبد.
مانند: اوٚزوٚم (= انگور)
- اؽ-ؽ (ı):

برای تولید این واکه قسمت پسین زبان به طرف نرمکام بالا می‌رود و در فاصله‌ای از آن قرار می‌گیرد که جریان هوا بتواند به آزادی عبور کند؛ ولی به حدی نزدیک نمی‌شود که سایش تولید شود. ارتفاع قسمت پسین زبان در تولید /ı/ کمتر از ارتفاع آن در تولید/u/ است. در تولید /ı/ لب‌ها حالت گسترده دارند. مانند: قؽز، قؽزؽل.

## صرف افعال در گویش اردبیلی
شاخصه ای که گویش اردبیل را از سایر گویشهای آذری جدا می‌کند نحوه صرف بعضی از حالات فعل است.
در این لهجه در حال مضارع قسمت میانی افعال وزن ey به خود می‌گیرد مانند:
گلیرسن (gəlirsən) در لهجه معیار که به صورت گلئیسن (gəleysən) در لهجه اردبیلی تلفظ می‌گردد.
یازیرسان yazırsan   = یازئیسان yazeysan
سیلیرسن silirsən    = سیلئیسن sileysən
قاچیرسان gaçırsan = قاچئیسان gaçeysan
نحوه صرف فعل در گذشته استمراری:
افعال در قسمت انتهایی خود پسوند eydun/eydün به خود می‌گیرند، مثال:
گلیردین gəlirdin  = گلئیدون gəleydün
باخیردین baxırdın= باخئیدون baxeydun